# Barão de Calapor
Barão de Calapor é um título nobiliárquico criado por D. Luís I de Portugal, por Decreto de 26 de Junho de 1873, em favor de Purxotoma Sinay Quencró.
Titulares
1. Purxotoma Sinay Quencró, 1.º Barão de Calapor.